# Janczelewo
Janczelewo – dawna kolonia. Tereny, na których była położona leżą obecnie na Białorusi, w obwodzie mińskim, w rejonie wilejskim, w sielsowiecie Ludwinowo.

## Historia
W czasach zaborów zaścianek prywatny w powiecie wilejskim, w guberni wileńskiej Imperium Rosyjskiego. W 1865 roku liczył 18 mieszkańców w 2 domach.
W latach 1921–1945 wieś a następnie kolonia leżała w Polsce, w województwie wileńskim, w powiecie wilejskim, w gminie Kościeniewicze.
Według Powszechnego Spisu Ludności z 1921 roku zamieszkiwało tu 38 osób, wszystkie były wyznania rzymskokatolickiego i zadeklarowały polską przynależność narodową. Było tu 6 budynków mieszkalnych. W 1931 w 9 domach zamieszkiwało 50 osób.
Wierni należeli do parafii rzymskokatolickiej w Kościeniewiczach. Miejscowość podlegała pod Sąd Grodzki w Krzywiczach i Okręgowy w Wilnie; właściwy urząd pocztowy mieścił się w Kościeniewiczach.
W wyniku napaści ZSRR na Polskę we wrześniu 1939 miejscowość znalazła się pod okupacją sowiecką. 2 listopada została włączona do Białoruskiej SRR. Od czerwca 1941 roku pod okupacją niemiecką. W 1944 miejscowość została ponownie zajęta przez wojska sowieckie i włączona do Białoruskiej SRR.